# Alchemilla crassicaulis
Alchemilla crassicaulis é uma espécie de rosácea do gênero Alchemilla, pertencente à família Rosaceae.